# نمک بتن
نمک بتن موادی برای ساخت و ساز است. و ترکیبی از ۱۶ درصد سیمان، ۳۹ درصد نمک طعام، ۱۶ درصد پودر سنگ آهک، ۱۴ درصد آب و ۱۵ درصد ماسه است.

## منبع
1. ↑  pumpversatz